# Антрвольт (архітектура)
Антрвольт, антревольт (через фр. entrevolte від італ. antervolta — «перед дугою») — частина площини стіни між архівольтом (обрамленням, дугою) арки і розташованим над нею карнизом або між архівольтами сусідніх арок в аркаді.
У ширшому значенні — площина стіни, прорізана аркою чи арками без архівольтів. Така сама площина у фронтоні — тимпан.
Схоже на трикутник поле не несе конструктивного навантаження, тому, згідно з тектонічними закономірностями, воно заповнюється декоративним рельєфом, алегоричною скульптурою, розписом, мозаїкою, орнаментальними розетками. В окремих випадках може бути ажурним чи навіть наскрізним, незаповненим полем. Класичним прикладом композиційного рішення «аркади по колонах» з медальйонами в антрвольтах, що зображують сповитих немовлят, дав видатний архітектор італійського Відродження Філіппо Брунеллескі в Оспедале дельї Інноченті у Флоренції (1419—1445).
У будівлі Головного Адміралтейства в Санкт-Петербурзі (архітектор А. Захаров; 1806—1823) антрвольти центрального та бічних Невських павільйонів оформлені алегоричними рельєфами, що прославляють морську могутність Росії.

## Галерея

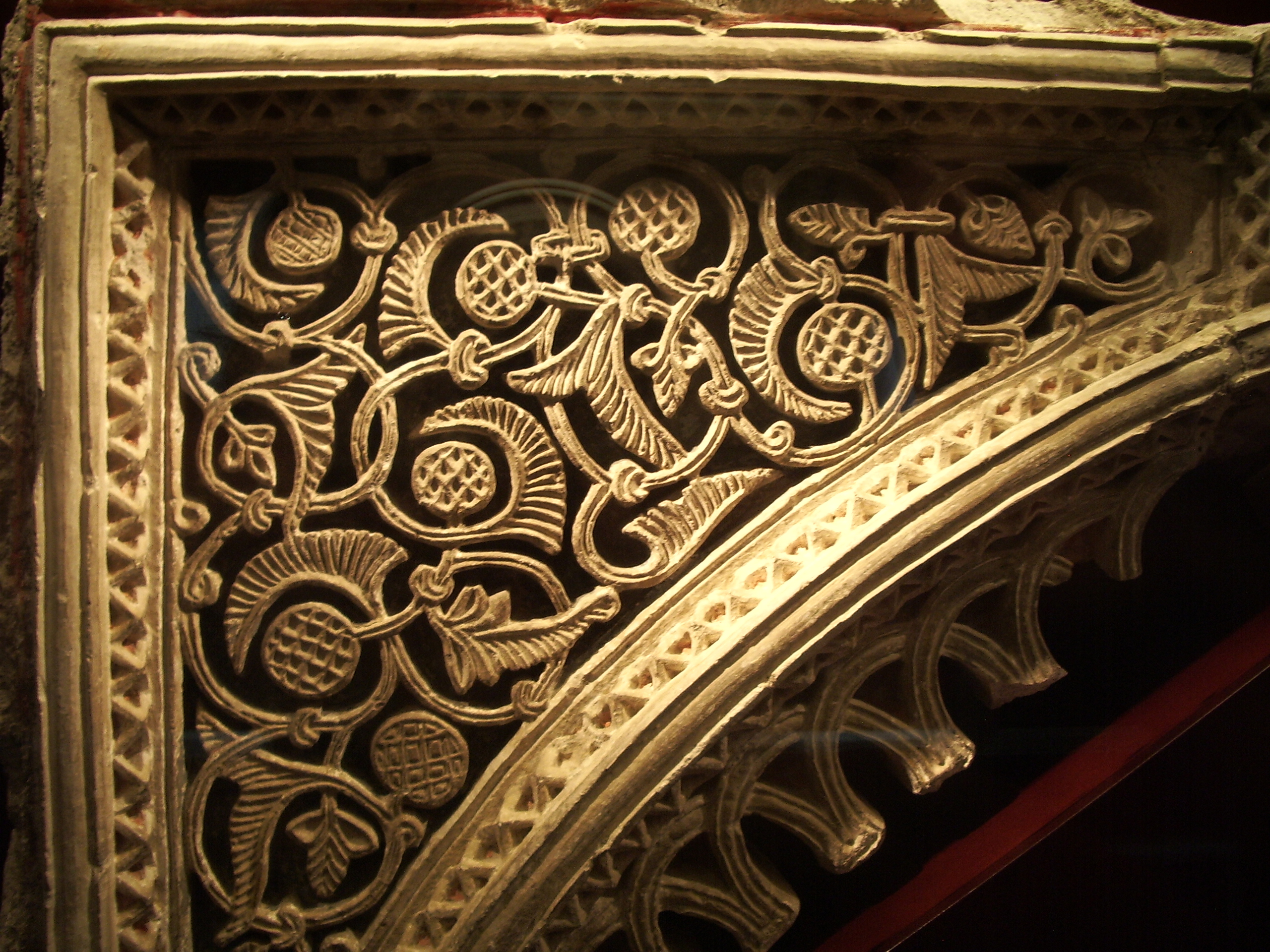
Мавритань Орнамент в арки Антрвольт. Палац Альхаферія у Сарагосі
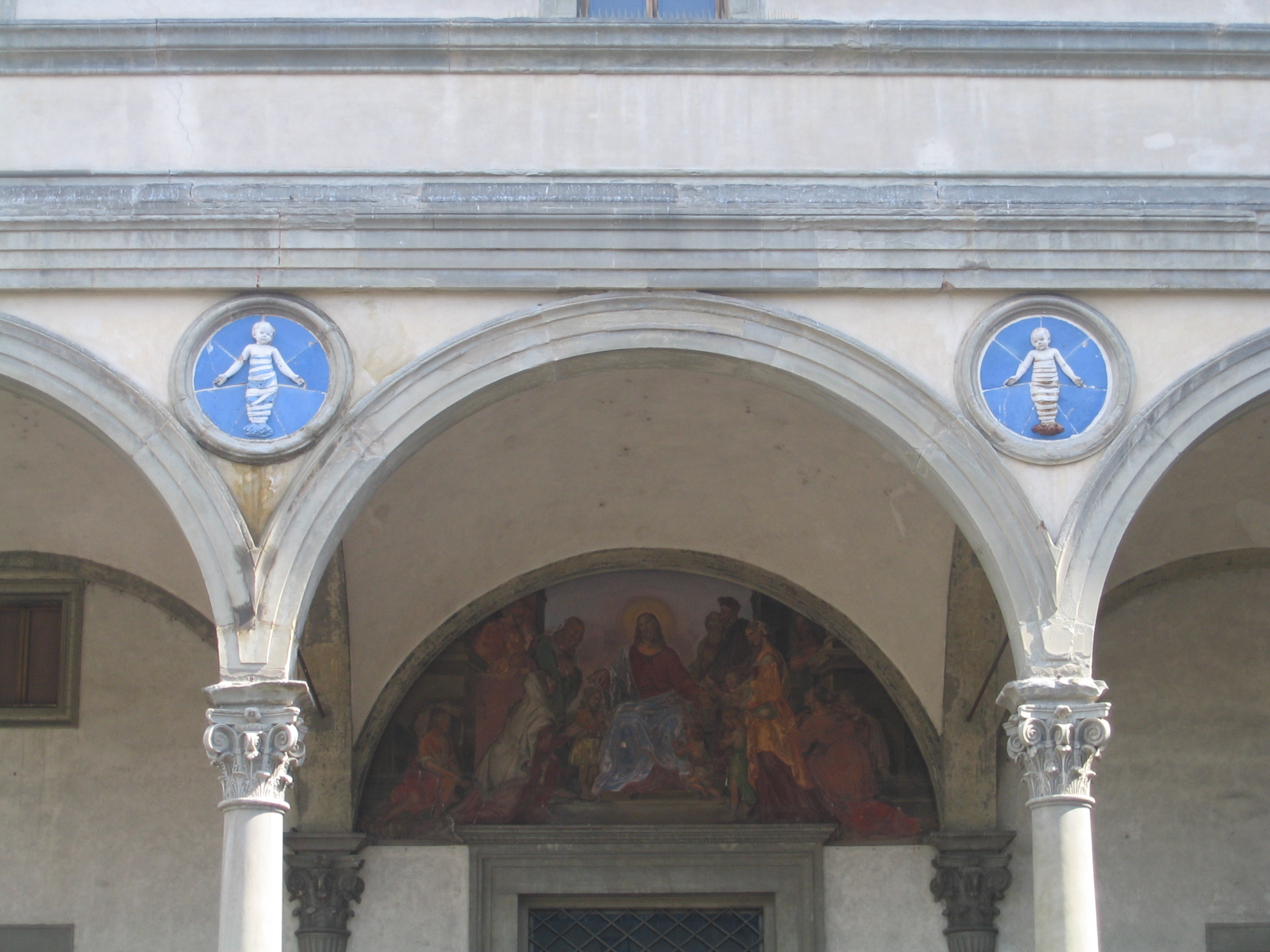
Оспедале дельї Інноченті. Флоренція Деталь фасаду. Медальйони майстерні Андреа делла Роббіа. 1463. Майоліка
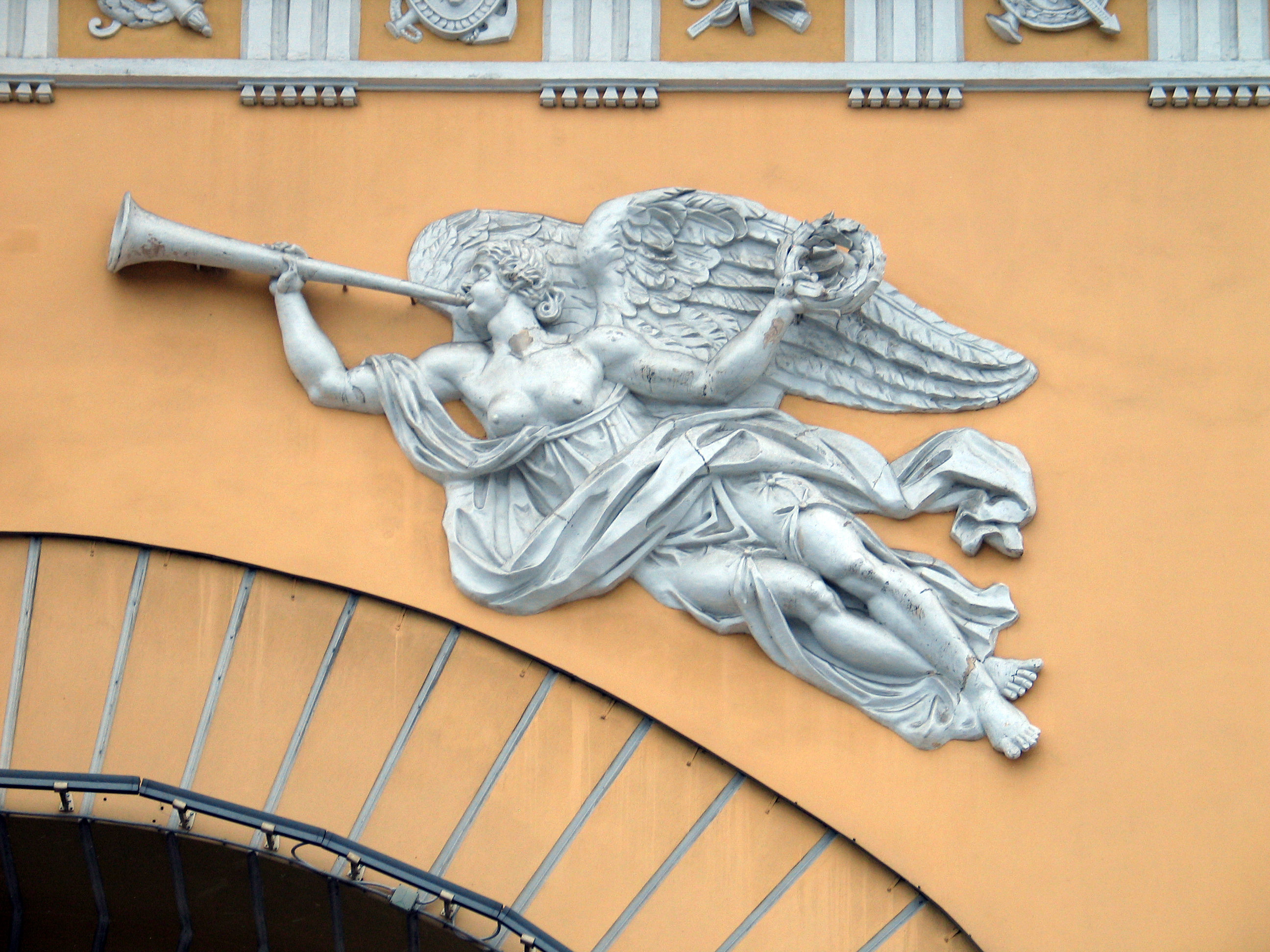
Геній Слави. Антрвольт Невського павільйону будівлі Головного Адміралтейства у Санкт-Петербурзі Скульптор І. Теребенєв, 1815